# Uggiate-Trevano
Uggiate-Trevano é uma comuna italiana da região da Lombardia, província de Como, com cerca de 3.863 habitantes. Estende-se por uma área de 5 km², tendo uma densidade populacional de 773 hab/km². Faz fronteira com Albiolo, Bizzarone, Drezzo, Faloppio, Ronago, Valmorea.

## Demografia
| Variação demográfica do município entre 1861 e 2011                               |
|                                                                                   |
| Fonte: Istituto Nazionale di Statistica (ISTAT) - Elaboração gráfica da Wikipedia |

## Cidades-irmãs
- Adelsdorf, Alemanha (1998)
- Ruaudin, França (2013)